# Caecidotea brevicauda
Caecidotea brevicauda är en kräftdjursart som först beskrevs av Forbes 1876.  Caecidotea brevicauda ingår i släktet Caecidotea och familjen sötvattensgråsuggor.

## Underarter
Arten delas in i följande underarter:
- C. b. bivittatus
- C. b. brevicauda